# 何孟遠
何孟恩（英文名：Dream，1989年11月12日—），原名何孟遠，出生於台灣台北市，臺灣男藝人，卑南泰雅族和漢族混血。2012年參加我愛男子漢選秀活動，與斯辰、李宜柏、張家瑋及曾奕翔所組成TOP1男子漢，於2017年6月9號正式出道,發行首張寫真迷你專輯《我的愛》，同年與傳奇星娛樂約滿，轉到好看娛樂，2021年參加全明星運動會第二季，爆發感情風波道歉並退出《全明星運動會2》後，就此沉寂娛樂圈9個月之久，2022年11月發行最新單曲《夢遠》加入自己的寫詞創作，從心出發。

## 個人背景
何孟遠來自台灣泰雅卑南族混血原住民血統，是家中的獨子，喜歡跳舞、鋼琴、運動、音樂。
因從小家裡經商緣故，時常轉換環境。國中時到中國大陸東莞台商子弟學校就讀，高中回台灣就讀內湖高工電機科，創立了第一屆街舞社，並擔任社長，喜歡跳舞表演，從此培養了表演興趣，有著內工popping松鼠的封號。大學就讀致理技術學院企管系，但因為熱衷於熱舞社社團，讀了一年就休學，同年2011年選擇先去當兵並成功考上消防役，並以第一名的成績結訓，在板橋消防隊服役一年，並取得初級救護證照EMT1，跟著消防隊員救人打火，學習了一身好本領。退伍之後參加轉學考錄取台灣藝術大學戲劇系，並於2011年順利畢業。
大學求學時間參與選秀節目《超級接班人》《我愛男子漢》，最後簽入傳奇星經紀公司當練習生，並在2012新人驗收獲得評比第一名。2016出道驗收，必須要學一項不會的技能，苦練了8個月，以鋼管的技能，在節目《我愛偶像》獲得第一名。
2017到韓國受訓，同年回來在2017年6月9號正式出道。因著公司合約到期及團員兵役，團體解散之後轉到好看娛樂，拍了第一部網路偶像劇男主角《愛情練習生》，因著解散的打擊，陷入暴飲暴食憂鬱的狀態，在2021參加《全明星運動會第二季》。
2022年11月發行最新的創作，自己填詞的單曲《夢遠》，同時往電影戲劇發展，並持續自己熱愛音樂的創作之路，勇敢追夢。

## 團體作品
團體部分為TOP1男子漢

### 迷你專輯
| 專輯 | 專輯資料                                                                                         | 曲目                                                                            |
| ---- | ------------------------------------------------------------------------------------------------ | ------------------------------------------------------------------------------- |
| 1st  | 首張迷你專輯《我的愛》 - 發行日期：2017年5月26日 - 唱片公司：傳奇星娛樂 - 音樂類型：華語流行音樂 | 曲目 1. 這世界不能沒有你 2. 我的愛 3. 我最挺你 【偶像劇《舞吧舞吧在一起》插曲】 |

### 書籍
- TOP1「我的愛」寫真迷你專輯【愛的熱血版】 《2017/5/23》

### 專屬節目
| 播放日期                   | 首播頻道 | 節目名稱              | 集數 | 備註 |
| 2016年9月7日—2017年6月16日 | 完全娛樂 | PLANBIG出道紀實全記錄 | 18   |      |

### 大型活動
| 日期           | 活動名稱                            | 地點   | 場地               | 備註 |
| -------------- | ----------------------------------- | ------ | ------------------ | ---- |
| 2016年12月31日 | 2016-2017太平洋觀光節跨年演唱會     | 花蓮縣 | 花蓮市六期重劃區   |      |
| 2016年8月21日  | 2016ASIA MUSIC STAGE 全亞洲最強聲音 | 台北市 | ATT SHOW BOX       |      |
| 2016年7月13日  | 2016花蓮夏戀嘉年華                  | 花蓮縣 | 花蓮市六期重劃區   |      |
| 2016年7月15日  | 2016宜蘭頭城海洋文化祭 音浪頭城     | 宜蘭   | 烏石港外澳海水浴場 |      |
| 2016年12月22日 | 2016MTV最強音「亞洲大勢音樂演唱會」 | 台中市 | 圓滿劇場           |      |
| 2017年         | 2017東大門街頭演出總驗收            | 韓國   | 韓國東大門         |      |

## 個人作品

### 單曲
| 年份   | 歌曲                                                                                | 備註         |
| ------ | ----------------------------------------------------------------------------------- | ------------ |
| 2022年 | 何孟遠 DREAM《 夢遠 》演場會限定版 Official Live Music Video （页面存档备份，存于） | 個人首支單曲 |

## 演唱會

### 《何孟遠 從心出發 》生日音樂會
| 日期          | 場地                | 備註       |
| ------------- | ------------------- | ---------- |
| 2022年11月6日 | 台北NUZONE 展演空間 | 生日音樂會 |

## 影視作品

### 網路劇
| 年份   | 電視台 | 劇名       | 導演   | 角色   | 性質   | 集數 |
| ------ | ------ | ---------- | ------ | ------ | ------ | ---- |
| 2018年 | LUVE   | 愛情練習生 | 曾大衡 | 嚴執鎬 | 男主角 | 10集 |

### 劇集
| 年份   | 劇名               | 角色       |
| ------ | ------------------ | ---------- |
| 2024年 | 《不夠善良的我們》 | 奧森青同事 |

### 音樂舞台劇
| 年份   | 劇名              | 角色 |
| ------ | ----------------- | ---- |
| 2017年 | 舞台劇 老師謝謝您 | 雷龍 |

## 廣告
- 2012 青箭口香糖／好鳥篇
- 2023 原住民觀光宣傳
- 2023 巨禾建設-都耕故事・ 經典_新舊並存

## 新聞報導
- 2022/2/16 ETtoday星光雲  何孟遠宣布新身分「首出戰比賽」　道歉認罹憂鬱症一周近況網放心了 （页面存档备份，存于）
- 2022/2/17 三立新聞網  自揭罹患憂鬱症！何孟遠甩陰霾喜曝「新身分」粉絲一看嗨翻 （页面存档备份，存于）
- 2022/3/16 鏡週刊 何孟遠秀出暴肥巨肚　鏟肉成功冰塊盒腹肌現形 （页面存档备份，存于）
- 2022/10/27 ETtoday星光雲  獨家／何孟遠陷劈腿風暴1年半「重返演藝圈」　洩心聲爆：不敢談戀愛 （页面存档备份，存于）
- 2022/10/30 噓!星聞  獨／8個月零收入又出事 何孟遠患絕症瘸了 （页面存档备份，存于）
- 2022/11/6 三立新聞網 消失19個月首復出！何孟遠對采子很抱歉　認了「不敢談戀愛」 （页面存档备份，存于）
- 2023/1/9 自由時報 《胡如虹和她的藝人朋友們》何孟遠以Jolin為目標 挺進夢想不怕遠」 （页面存档备份，存于）
- 2023/3/2 TVBS新聞燒到櫻花妹！瘦身20KG登日綜　贏10萬日幣何孟遠：不可思議 （页面存档备份，存于）
- 2023/3/2 ETtoday星光雲 何孟遠狂瘦20公斤紅到日本「揭拍攝內幕」　櫻花妹暴動：想看到你  原文網址: 何孟遠狂瘦20公斤紅到日本「揭拍攝內幕」　櫻花妹暴動：想看到你  （页面存档备份，存于）
- 2023/3/2 自由時報 台男星登知名日綜打敗韓國奪獎金 IG湧入日粉直呼太神奇 （页面存档备份，存于）
- 2023/4/19 中時電子 何孟遠身體力行化身一日保姆「生命都值得被愛」 （页面存档备份，存于）
- 2023/4/20 ETtoday星光雲 何孟遠為浪浪現身了！　見她獨扛心疼...許下承諾長期力挺 （页面存档备份，存于）
- 2023/4/21 NOWnews 今日新聞 何孟遠不捨她投身救浪浪10多年　暖心喊：生命都值得被愛 （页面存档备份，存于）

## 外部連結
- 何孟遠的Facebook專頁
- 何孟遠的Instagram帳戶
- 何孟遠的Youtube （页面存档备份，存于）
- 何孟遠的Twitter

1. ↑  ETtoday新聞雲. . star.ettoday.net.   [2022-08-09]. （原始内容存档于2022-10-21） （中文（繁體））.